# Навас-де-Толоса
Навас-де-Толоса (ісп. Navas de Tolosa, лат. Navas Tolosae, «Навас-Тулузький») — містечко й сільська округа в Іспанії, у складі провінції Хаен, муніципалітету Ла-Кароліна. Розташоване у східній частині комарки Сьєрра-Морена. Виникло на основі укріпленого мавританського поселення. 1212 року біля поселення відбулася велика битва між християнськими та мусульманськими військами, що стала переломною у ході Реконкісти. У XIII столітті увійшло до складу Кастильського королівства. Отримало міське самоврядування за правління іспанського короля Карла III. У містечку розташований пам'ятник битві та католицька церква Внебовзяття (XVIII ст.). Населення — 468 осіб (2016). Святий патрон — Антоній Падуанський. Поштовий код — 23212. Також — лас-Навас-де-Толоса (ісп. las Navas de Tolosa), спрощено — лас-Навас (ісп. las Navas).

Герб
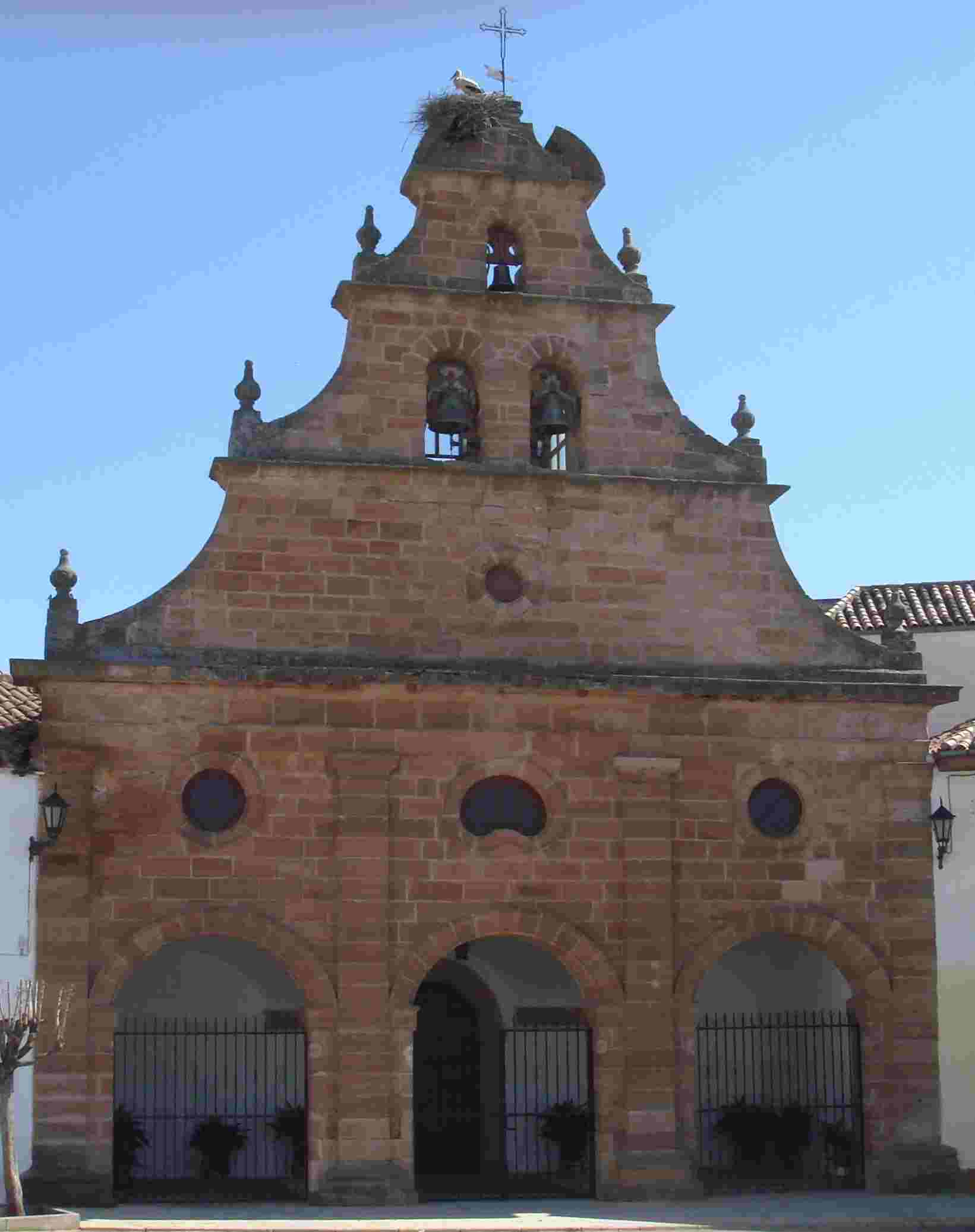
Церква
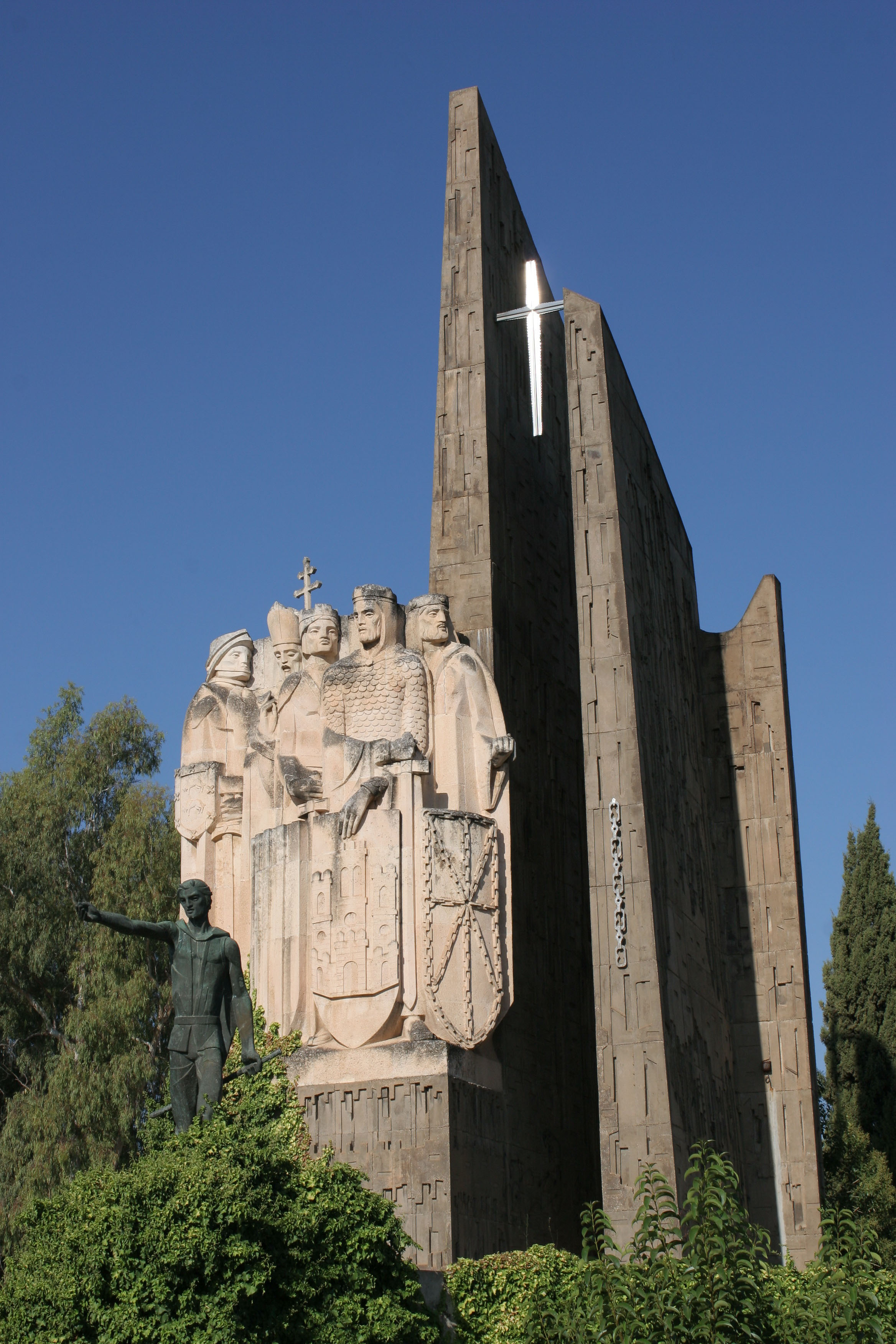
Монумент битві